# Corinne Maier

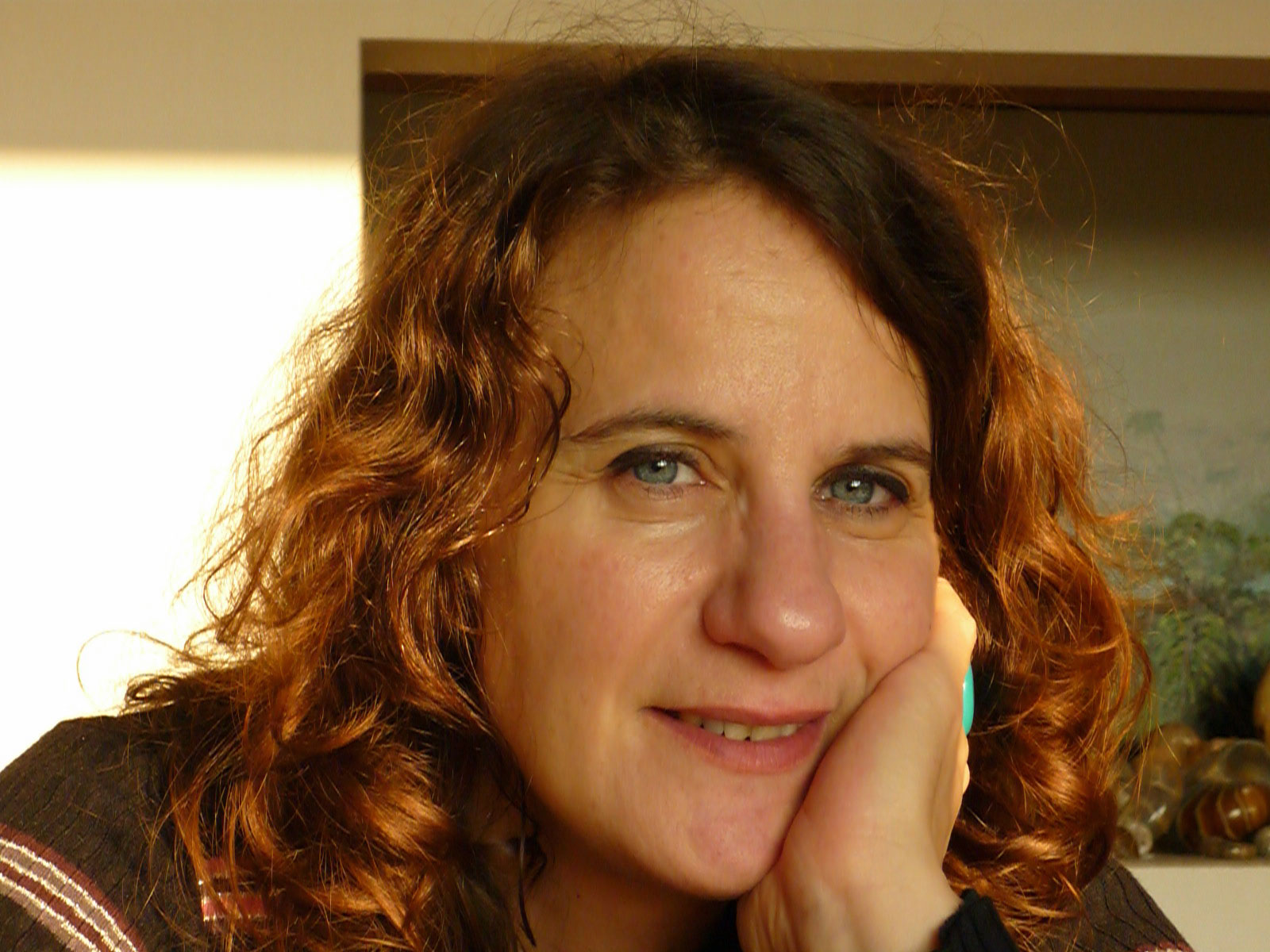
Corinne Maier 2014.

Corinne Maier, född 1963 i Genève, Schweiz, är en författare och psykoanalytiker numera verksam i Frankrike. Hon har en examen i statsvetenskap, internationella relationer och ekonomi. I flera år arbetade hon för det statliga el- och gasbolaget EDF i Frankrike. Hennes mest kända verk är Bonjour Paresse, i svensk översättning 'Hej lättja', som översatts till 31 språk.